# Chiamata persa

L'icona di una chiamata persa

Una chiamata persa o squillo è una telefonata che viene deliberatamente interrotta da chi ha effettuato la chiamata prima che il ricevitore possa rispondere, in modo che quest'ultimo riceva un messaggio pre-impostato.
Le chiamate perse sono comuni nei mercati emergenti, ovvero nei paesi il cui mercato possiede alcune delle caratteristiche tipiche dei mercati sviluppati (in termini della sua economia e dei suoi mercati dei capitali) ma non abbastanza da potersi definire tali, dove vengono utilizzati frequentemente telefoni cellulari con un limitato numero di minuti a disposizione per le chiamate in uscita; dal momento che la chiamata non viene di fatto accettata e completata, essa non comporta un costo per chi la effettua, il quale può quindi conservare il proprio credito prepagato. In vari paesi del mondo sono state sviluppate delle sequenze specifiche di chiamate perse consecutive per identificare dei messaggi particolari. Le chiamate perse o il loro utilizzo vengono anche indicati con nomi diversi in certe parti del mondo: "fare bip" (beeping), in alcune aree dell'Africa; "pescare" (memancing), in Indonesia;  "lampeggiare" (flashing), in Nigeria; "chiamata-lampo" (flashcall), in Pakistan; miskol (una parola presa in prestito dal tagalog per "chiamata persa"), nelle Filippine.
Le chiamate perse sono particolarmente comuni in India. Sviluppandosi dal loro utilizzo come mezzo di comunicazione, sono state adottate come forme di marketing, in cui l'utente può effettuare delle chiamate perse a determinati numeri e ricevere una telefonata o un messaggio di risposta contenente pubblicità o altri contenuti. Sono stati messi a punto altri servizi sulla base di questo utilizzo delle chiamate perse, principalmente per sfruttare il fatto che i vecchi telefoni cellulari sono ancora relativamente comuni in India, a differenza degli smartphone.

## Giustificazione e impatto
I telefoni prepagati sono molto popolari nei mercati emergenti per via del loro basso costo rispetto ai tradizionali contratti telefonici. Le schede prepagate hanno un limitato numero di minuti a disposizione per le chiamate in uscita; dal momento che una chiamata persa non entra in connessione con un altro telefono, essa permette di comunicare senza consumare il proprio credito residuo. Le chiamate perse possono anche bypassare le barriere linguistiche, dal momento che non necessitano di trasmettere registrazioni vocali o dei testi per poter comunicare. Keyoor Purani, professore di marketing management presso l'Indian Institute of Management Kozhikode, ha sottolineato come le chiamate perse siano un "meccanismo di comunicazione economico e di ampia portata".
Nei paesi dove le chiamate perse sono comuni, alcuni operatori di telefonia cellulare hanno espresso delle preoccupazioni riguardo al fenomeno, affermando che questo tipo di comunicazione sfrutta le loro reti telefoniche in un modo che non porta loro alcun guadagno economico. Nell'agosto del 2005, un operatore telefonico keniano ha stimato che ogni giorno venissero effettuate quattro milioni di chiamate perse attraverso la loro rete. Nel 2006, delle stime industriali hanno indicato che il 20–25% delle chiamate effettuate tramite cellulare in India si trattasse di chiamate perse. Nel 2007, la Cellular Operators Association of India ha annunciato che avrebbe condotto un'indagine sugli effetti delle chiamate perse sulle reti telefoniche indiane per telefonia cellulare.
La parola miskol, presa in prestito dalla parola tagalog per "chiamata persa", è stata dichiarata "parola dell'anno" a una conferenza linguistica tenuta presso la University of the Philippines Diliman nel 2007.

## Utilizzi

### Usi sociali
Le informazioni comunicate tramite le chiamate perse sono per natura pre-stabilite e contestualizzate. Sono tipicamente utilizzate per riferire lo stato del mittente, come ad esempio per indicare l'arrivo a una determinata destinazione o per comunicare a un cliente che il pacco da lui ordinato è pronto per essere ritirato. In alcuni paesi sono stati sviluppati dei particolari "segnali" per indicare determinati messaggi; in Bangladesh due chiamate perse di seguito indicano che si arriverà in ritardo, mentre in Siria cinque chiamate di perse di seguito sono interpretate come un segno che il mittente ha intenzione di parlare in chat online. Alcune giovani coppie si mandano delle chiamate perse a vicenda per verificare se la linea è libera o per renderla occupata intenzionalmente. In certi paesi africani, esistono norme precise per l'utilizzo delle chiamate perse, come ad esempio per indicare chi fra il mittente e il destinatario deve ricontattare l'altro con una chiamata vocale (e quindi assumersi l'onere di pagare per la telefonata).

### Marketing e servizi
Le chiamate perse sono state adottate come un mezzo di permission marketing (una tecnica di marketing non convenzionale che pubblicizza prodotti e contenuti solo in seguito a previo consenso da parte del consumatore) per mobile, noto come missed call marketing (MCM). Le campagne MCM sfruttano il fatto che i provider dei telefoni cellulari possano offrire un numero illimitato di chiamate e messaggi ricevuti: gli annunci pubblicitari contengono delle precise istruzioni per il cliente per far sì che quest'ultimo faccia ricevere una chiamata persa a un determinato numero. Il numero in questione potrebbe poi essere configurato per interrompere automaticamente la chiamata. Lo stesso numero quindi richiama il cliente o invia a quest'ultimo un messaggio per comunicare informazioni aggiuntive sul prodotto, altre offerte o messaggi di sponsorizzazioni da parte di celebrità. Gli inserzionisti possono poi memorizzare il numero del cliente che si è messo in contatto con loro per costruire una banca dati dei propri clienti, da utilizzare in futuro per nuovi contatti pubblicitari o a scopi statistici.
L'MCM è una pratica rilevante in India, dove ben si adatta all'ambiente economico-culturale del paese. Almeno il 90% dei possessori di cellulari utilizzano servizi prepagati, i telefoni cellulari sono ancora di uso comune rispetto agli smartphone, l'accesso a Internet non è molto diffuso in alcune aree rurali, ed è presente una bassa penetrazione nel mercato da parte dei servizi di telefonia a banda larga. Oltre alle inserzioni pubblicitarie, le chiamate perse sono utilizzate anche per altre funzionalità, come servizi di phone banking o sistemi di televoto da parte di alcuni canali televisivi.
Ci sono diverse azienda che si specializzano in MCM, incluse Flashcall, VivaConnect e Zipdial. Zipdial ha acquisito popolarità grazie ai servizi di chiamate perse per l'assegnazione dei punti nel cricket e al movimento indiano anti-corruzione di Anna Hazare nel 2011; dopo aver trasmesso oltre 415 milioni di chiamate nei suoi tre anni di servizio, la compagnia è stata acquisita da Twitter nel 2015 per un valore riportato tra i 20 e i 40 milioni di dollari. Nel 2014, il social network Facebook ha annunciato che avrebbe supportato dei link verso i numeri allegati alle chiamate perse in forma pubblicitaria, per sostenere il proprio commercio inserzionistico nei mercati emergenti come Brasile, India, Indonesia e Sudafrica. L'azienda ha stretto una collaborazione con Zipdial, e in seguito con VivaConnect, per promuovere questo servizio.
Nel 2013, Hindustan Unilever, azienda di Mumbai produttrice di beni di largo consumo, ha lanciato Kan Khajura Tesan ("Radio tormentone"), un servizio di chiamate perse che riproduce contenuti di intrattenimento Hindi (come musica dei film di Bollywood e funzione religiose), inframezzati da inserzioni pubblicitarie per i prodotti dell'azienda. Unilever prevedeva, tramite questo servizio, di portare i consumatori a contatto con mercati altrimenti trascurati dalle comunicazioni tramite media ed Internet (come Bihar, dove il servizio è stato descritto come la più popolare "emittente radiofonica" del paese). Anche altre aziende non dirette competitrici di Unilever hanno avuto la possibilità di fare pubblicità ai propri prodotti tramite tale servizio; una compagnia impegnata nella promozione del film indiano Singham Returns ha generato 17 milioni di chiamate perse attraverso Kan Khajura Tesan. Nel 2014, Kan Khajura Tesan è stato premiato con due Leoni di Cannes nella categoria "Media" per "Use of Audio" e "Use of Mobile Devices", e un terzo nella categoria "Mobile" per "Response/Real Time Activity". Nel 2015, l'azienda ha vinto un Leone di bronzo per "Creative Effectiveness".
L'MCM ha ricevuto delle critiche da parte di Keyoor Purani, il quale ha avvertito che "proprio come la pubblicità diretta per corrispondenza e il telemarketing, abusi avventati della pubblicità, hanno contribuito a favorire problemi legati allo spam, MCM corre il rischio di degenerare in uno strumento di marketing evitato da un gran numero di utilizzatori di telefoni". Alcune marche di lusso hanno ritenuto l'MCM inappropriato per interessare i loro rispettivi mercati. Flashcall ha notato che tale concetto non si era mostrato applicabile in zone dove le chiamate perse non rappresentavano una pratica sociale consolidata, come gli Stati Uniti (dove gli smartphone e i servizi di telefonia a banda larga sono molto diffusi).

### Attivismo
Durante l'auge del movimento indiano anti-corruzione del 2011, i cittadini avevano la possibilità di mostrare il proprio supporto alla campagna di Anna Hazare attraverso un numero di Zipdial. Il numero ricevette 4,5 milioni di chiamate, che superò rapidamente il numero di like (su Facebook) e di retweet (su Twitter) che i post della campagna ricevettero online.
Nel gennaio del 2013 fu organizzata in Bangladesh una protesta contro gli elevati costi di Internet per mobile, durante la quale i protestanti si scambiarono milioni di chiamate perse nel tentativo di saturare la rete cellulare.
Nel 2014 il partito politico indiano Aam Aadmi Party utilizzò i numeri legati alle chiamate perse per una campagna di reclutamento. In meno di un mese, la linea fu sfruttata per reclutare oltre 700 000 nuovi membri.
Il 31 gennaio 2016, la trasmissione radiofonica mensile del primo ministro indiano Narendra Modi, Mann Ki Baat, fu disponibile per cellulare attraverso un numero per chiamate perse. Un ufficiale del governo dichiarò che, dal 31 gennaio al 23 febbraio 2016, furono effettuate verso quel numero oltre 30 milioni di chiamate perse.

### Spam
Le chiamate perse sono state utilizzate anche per intenti fraudolenti in una truffa nota come "Wangiri" (dal giapponese ワン切り, "uno [squillo] e interrompi"), in cui il truffatore lascia una chiamata persa utilizzando un numero a tariffa maggiorata, cercando di indurre il destinatario a richiamare così da poter ricaricare il proprio credito.